# Lubicon
Los lubicon son un grupo nativo norteamericano cree.

## Historia
Hasta 1985 no tuvo reconocimiento oficial. Fue la protesta de los cree que viven en el valle Lubicon contra la entrada de un oleoducto en sus tradicionales territorios de caza, la que los reunió como grupo reconocido. Sólo recientemente el gobierno les ha proporcionado una reserva y les ha reconocido su estatuto de nativos en Canadá.
- Datos: Q2834726